# Théâtre Baïkal
Pour les articles homonymes, voir Baikal.

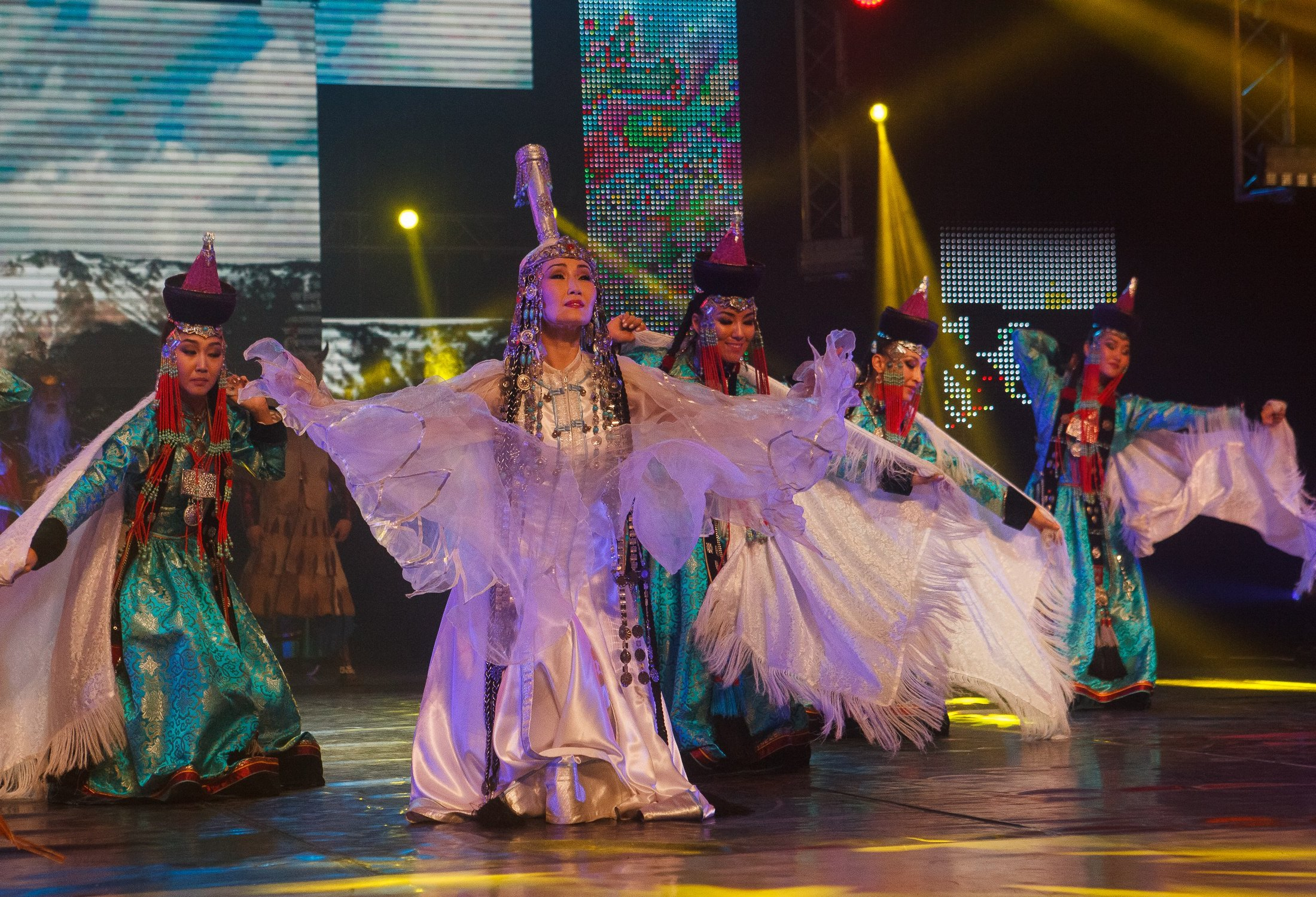
Théâtre Baïkal.

Le théâtre Baikal (bouriate cyrillique : Байкал, en russe : театр Байкал) est le théâtre national de chant et de danse de la République de Bouriatie, partie sibérienne de la fédération de Russie. Fondé en 1939, il est situé à Oulan-Oudé, capitale de la Bouriatie. Il organise des spectacles autour des cultures bouriates et plus généralement de Sibérie.

## Ballet Baïkal
Le théâtre produit avec sa troupe, nommée ballet Baïkal des tournées autour du monde pour faire découvrir les cultures du lac Baïkal que sont les cultures mongoles et en particulier la culture bouriate, comme par exemple, en France à « Le Plus Grand Cabaret du monde » le 31 décembre 2009,.

## Orchestre philharmonique
L'institution, comporte également un orchestre philharmonique utilisant des instruments traditionnels bouriates, qui a par exemple, accompagné la chanteuse bouriate Namgar Lhasaranova, ils ont notamment interprété ensemble des classiques de la musique bouriate au théâtre Baïkal,.

## Productions
Le théâtre Baïkal est connu depuis les années 1950 pour différentes productions telles que « Menedeshen », « Nos filles », « La Danse des poupées » afin de montrer et promouvoir l'art et la culture des peuples vivant autour du lac Baïkal.
Elle a également produits des pièces telles que « Le Souffle du lac occidental », « La Perle noire d'un dragon d'or », « La déesse volante Dunhuan », « L'Esprit des ancêtres », ou encore « La Splendeur de l'Asie ».